# Гижицко
Гижицко (укр. Гіжицько, пол. Giżycko, нем. Lötzen, лит. Lėcius, прусск. Lēcai) — город в Польше, входит в Варминьско-Мазурское воеводство, Гижицкий повят. Имеет статус городской гмины. Занимает площадь 13,87 км². Население — 30 989 человек (на 2004 год).

## Фотографии

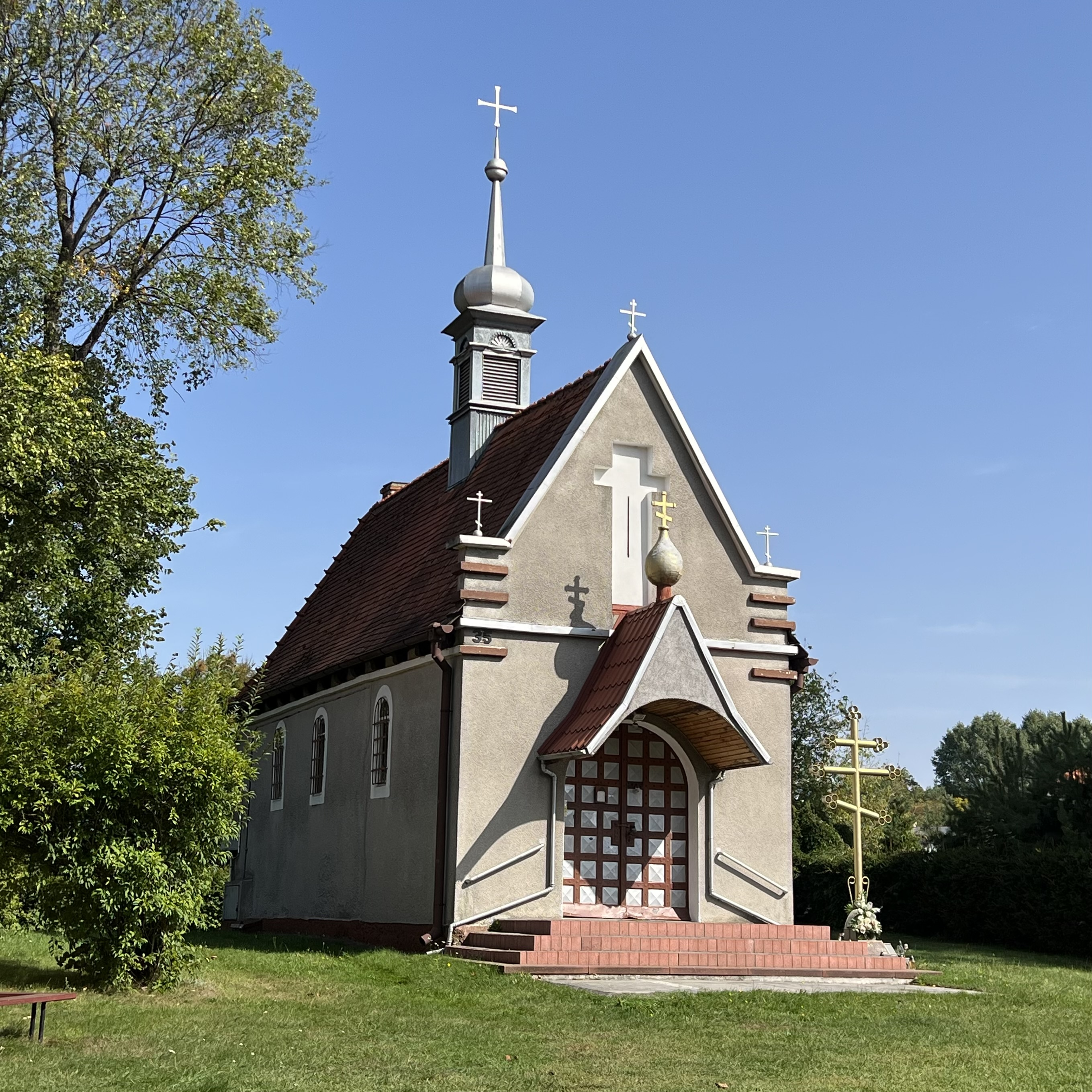
Польская православная церковь - (Православие в Польше)
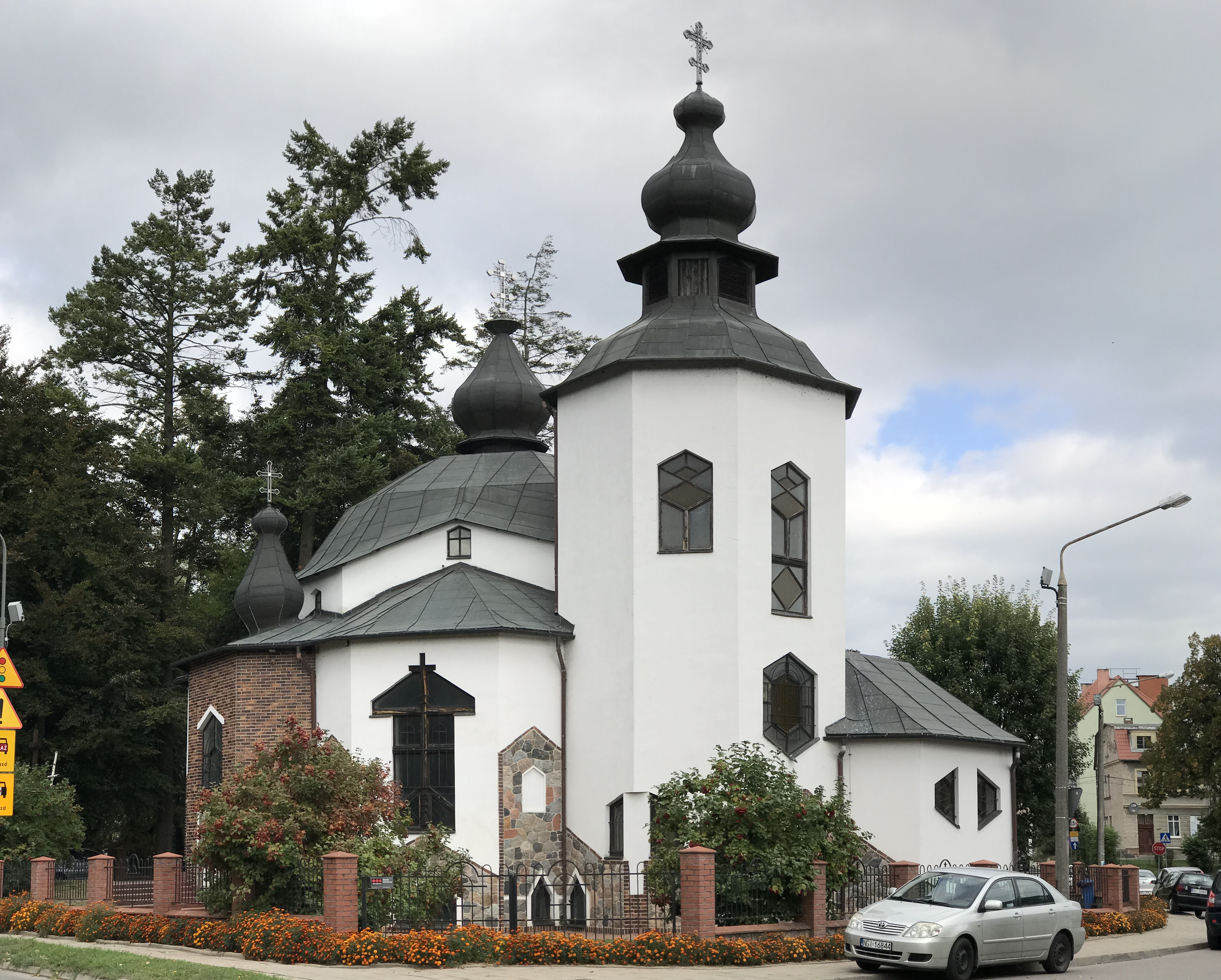
Украинская грекокатолическая церковь

## История
На территории проживало прусское племя галиндов. Пришедший в Польшу в 1226 году Тевтонский орден включил земли в собственное государство, просуществовавшее свыше 200 лет. Тевтонцы заселяли территорию выходцами из Германии и Польши, ввели христианство. Вокруг одного из возведённых орденом замков (в 1283 году, на месте древнепрусской крепости) образовалось поселение, названное Нова Весь (Новое село), уничтоженное вместе с замком во время тринадцатилетней войны. Отстройка произошла в 1475 году на основании учредительной привилегии от брандембургского комтура Бернарда фон Бальтзхоффена. Позднее прусский герцог Альбрехт II Фридрих возвысил поселение и назвал его Лец, а 15 мая 1612 года Лец получил городские права. В этот период определилось написание названия города как Lötzen (Лётцен).
Уже в 1613 году жители города возводят ратушу. В XIX веке Лётцен становится центром повята. В 1827 году освящается существующая поныне протестантская кирха, в 1844 году началось возведение крепости Бойен, прокладывание дорог и каналов, связывающих мазурские озера. Была проведена комплексная мелиорация, открыто пароходство, в 1868 году была введена в действие в железнодорожная линия.
В период между мировыми войнами город был известен как курорт и центр водного спорта, с многочисленными гостиницами, пансионатами и турбазами, парусной пристанью, бассейном, концертным залом и кинотеатрами. Образовались яхт-клубы и байдарочные клубы, на озере Негоцин начали проводить гонки на буерах, был создан лыжный трамплин.
Во время 2-й мировой войны в городе находилась разведшкола РОА.
После войны название города меняют на Лучаны. Современное название Гижицко было присвоено городу 4 марта 1946 года в честь Густава Гизевиуша (Гижицкого пол. Giżycki), пропольского мазурского общественного деятеля. В опустошённый город прибывают новые жители, во многом этнические поляки из земель, вошедших в состав СССР.

## Галерея

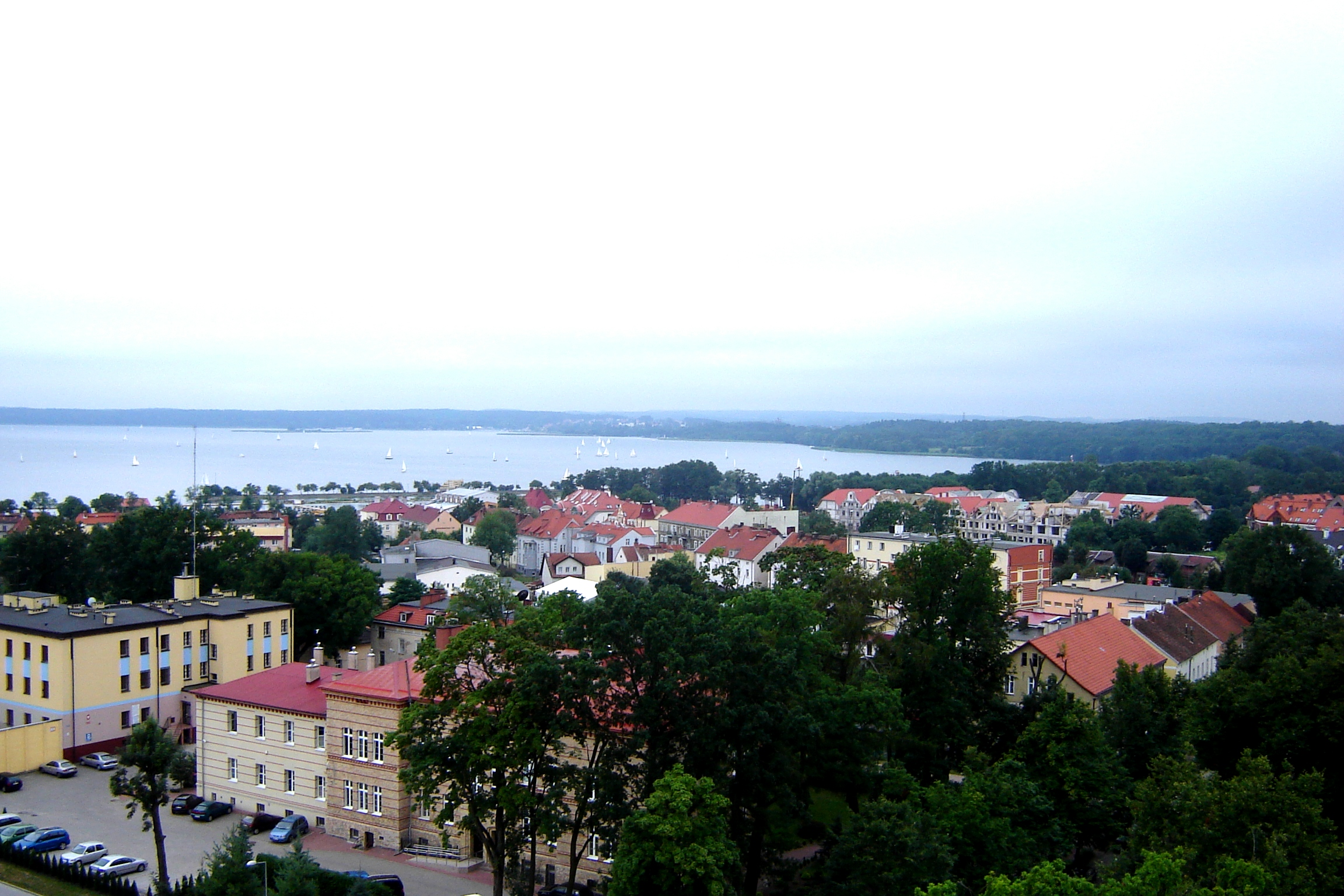
Lötzen am Löwentinsee
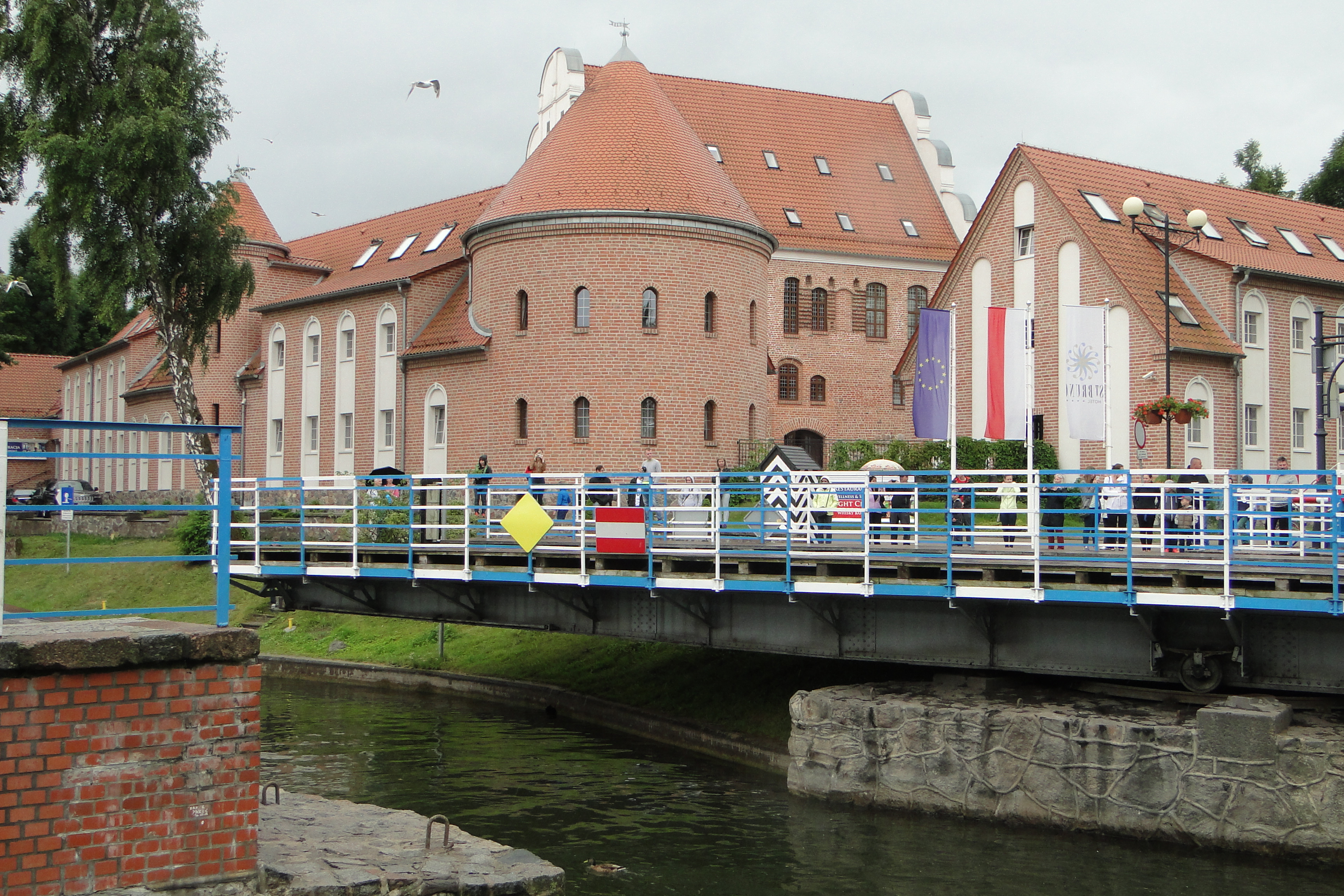
Замок Гижицко
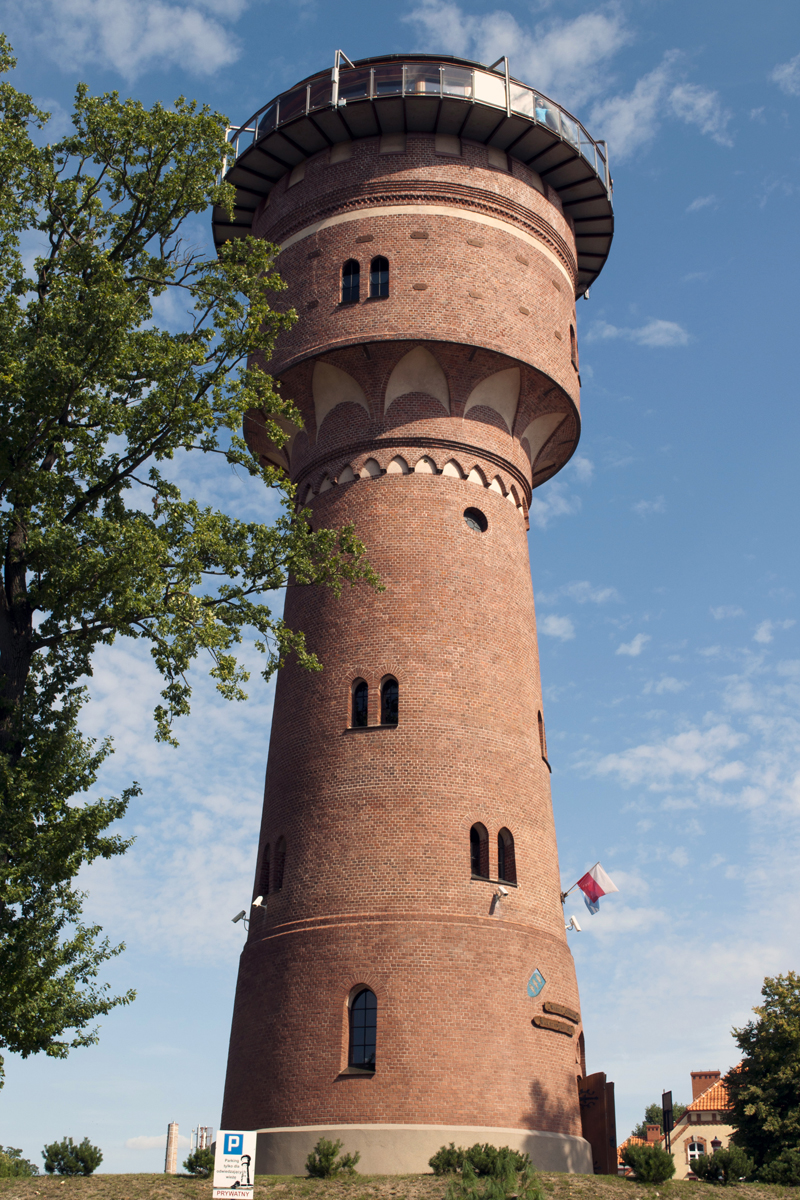
Wasserturm, beherbergt ein Café und ein kleines Museum
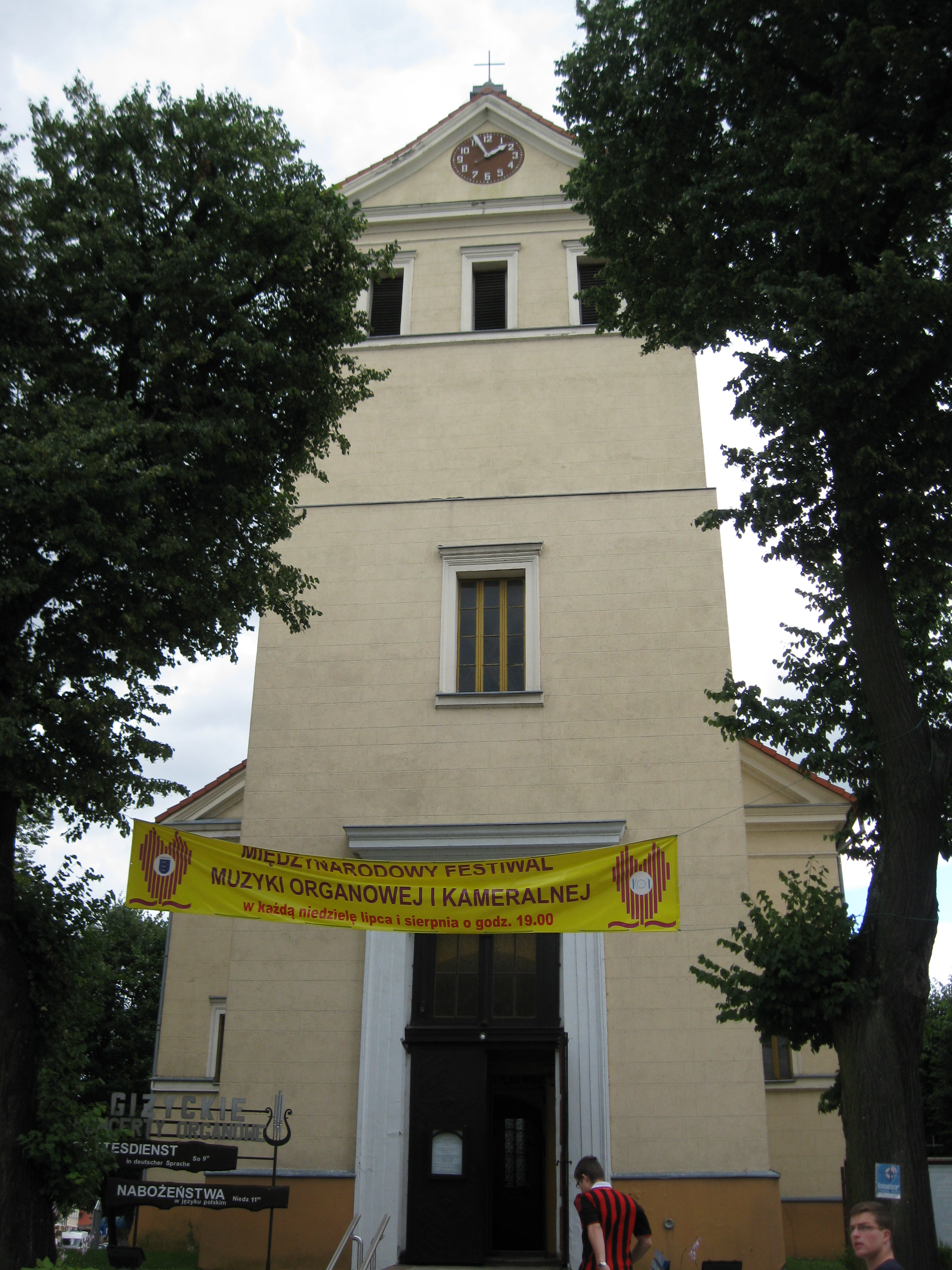
Evangelische Pfarrkirche
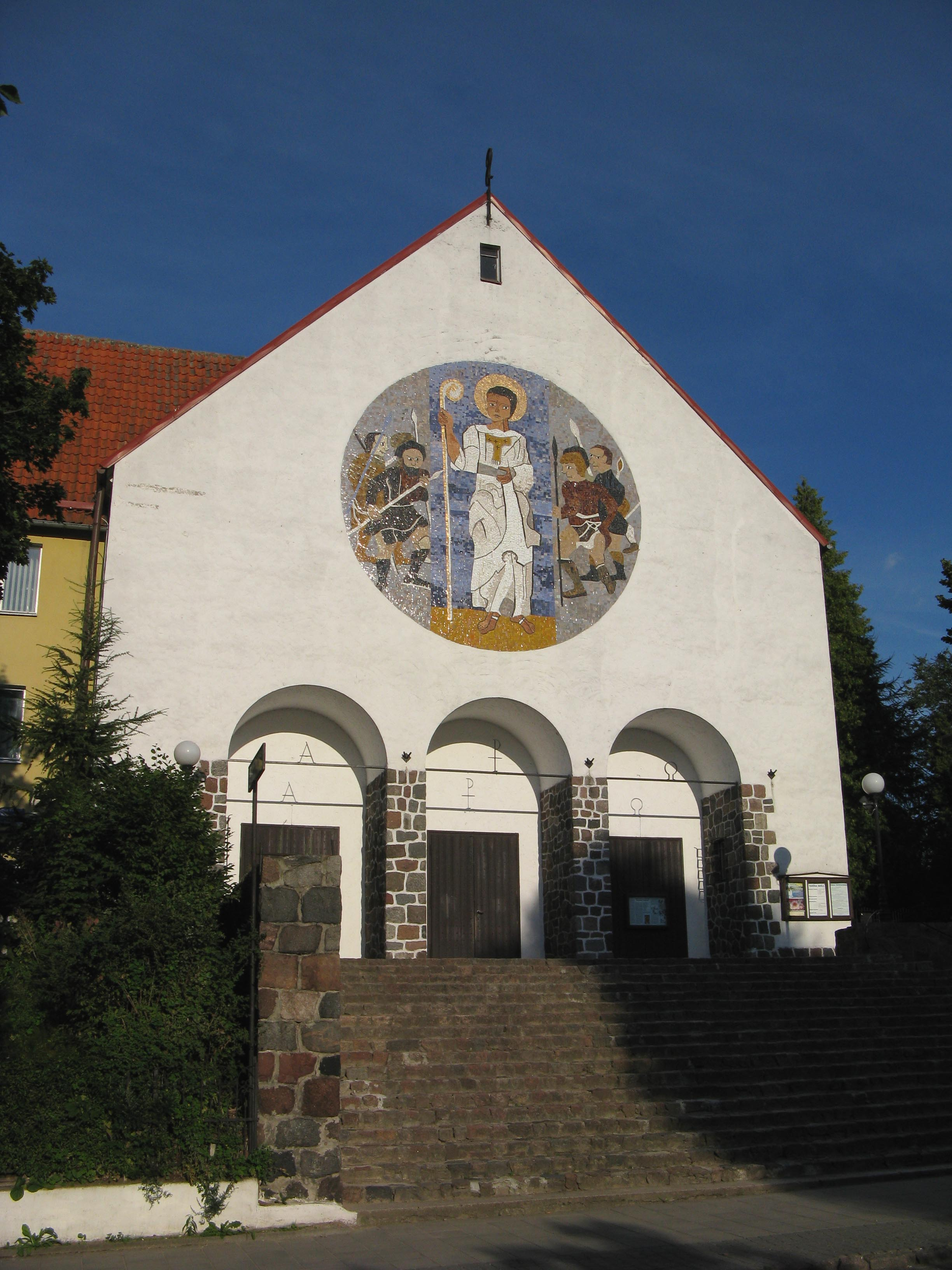
Katholische St.-Bruno-Pfarrkirche

## Расположение
Гижицко — это крупнейший город Мазурского поозёрья, расположенный на узком перешейке между озёрами Негоцин и Кисайно.
В XIX веке был благоустроен 67-гектарный городской лес, полученный вместе с городскими правами. В 2000 году городской лес был реставрирован, проложенные учебные тропинки. Среди многочисленных деревьев-памятников выделяются дубы, самый старый из которых, «Войтек», насчитывает 640 лет.

## Геральдика
Привилегию пользоваться гербом и печатью присвоили городу 26 мая 1612 года.
На гербе изображены три леща, расположенные друг над другом на голубом щите, при этом средний крупнее остальных. Легенда гласит, что пребывающий в городе курфюрст отобедал здесь великолепными лещами, выловленными местными рыбаками в озере Негоцин. В знак благодарности он решил присвоить городу герб с тремя лещами, а жителям дать право отлова рыбы в Неготине.